# Hyundai Marcia
Hyundai Marcia — среднеразмерный седан, выпускавшийся южнокорейской компанией Hyundai Motor Company с 1995 по 1998 год. Marcia была впервые представлена в Сеуле в 1995 году. Она была усовершенствованной версией Hyundai Sonata третьего поколения, с отличием в оформлении передних фар, капота, радиаторной решётки, бампера и задних фонарей. Также отличился интерьер автомобиля — были добавлены хромированные окантовки шкал панели приборов, а также вставки «под дерево».
Marcia могла оснащаться четырёхцилиндровым рядным двигателем объемом 2 л (147 л.с.) или V-образным шестицилиндровым 2,5-литровым мотором мощностью 173 л.с.
Бо́льшее число Hyundai Marcia оснащались пневматической задней подвеской с электронным управлением. Базовая комплектация могла похвастаться электропакетом и климат-контролем. Многие узлы и агрегаты достались автомобилю со второй и третьей «Сонаты».
Автомобиль продавался только на внутреннем рынке Южной Кореи ограниченным выпуском.

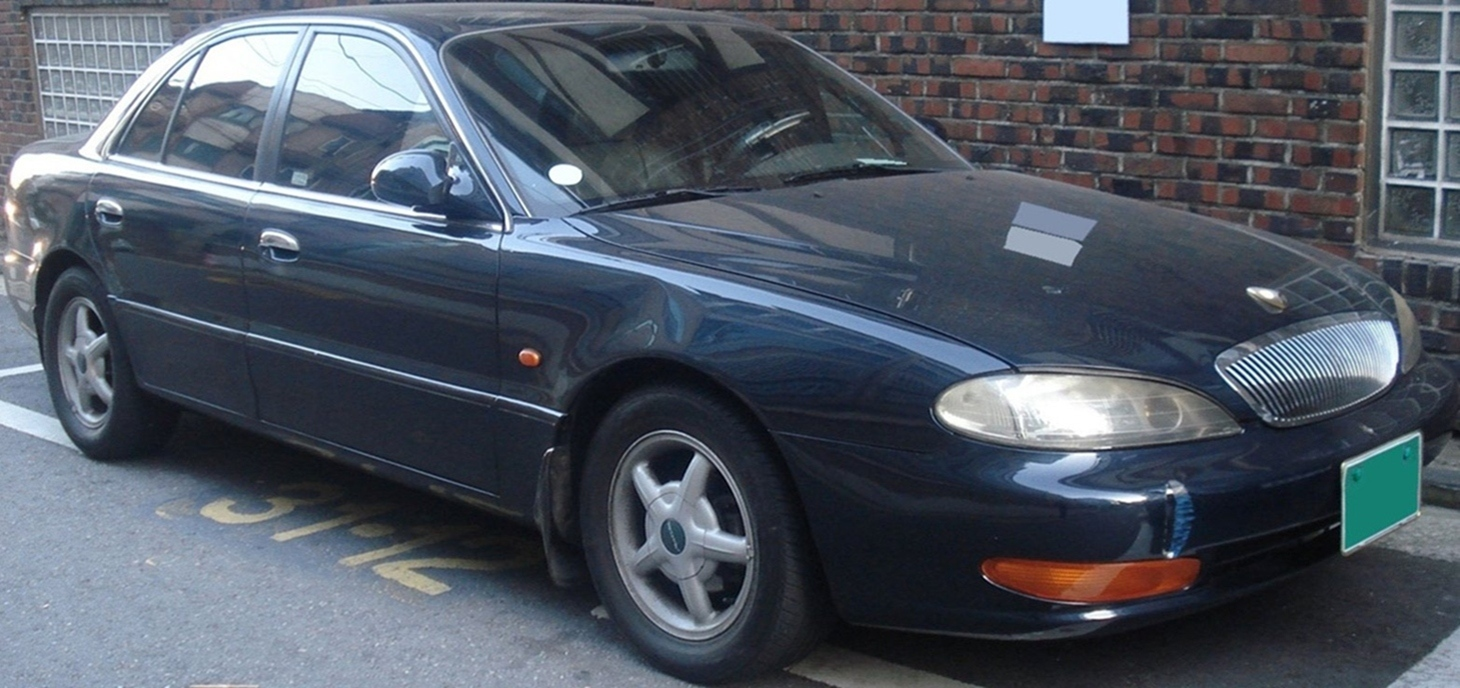
Hyundai Marcia (1995–1998)
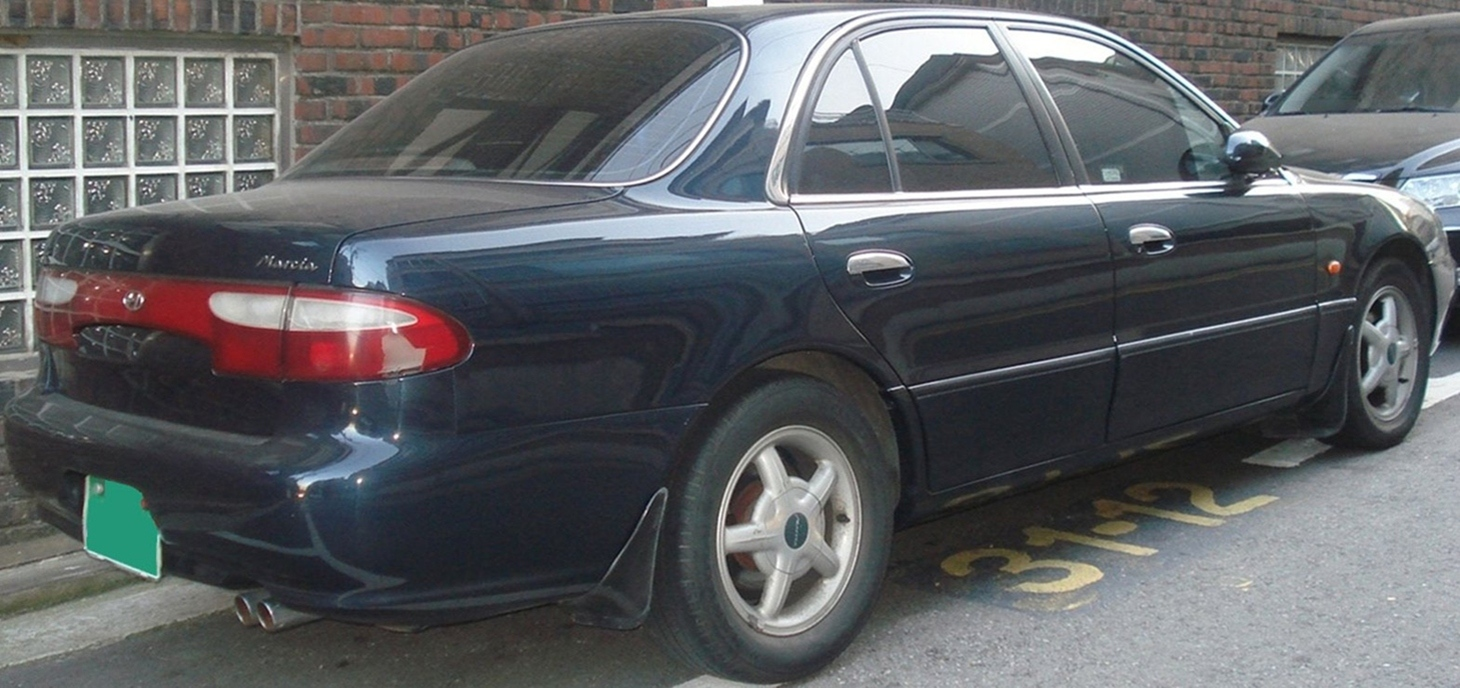
Hyundai Marcia (1995–1998)
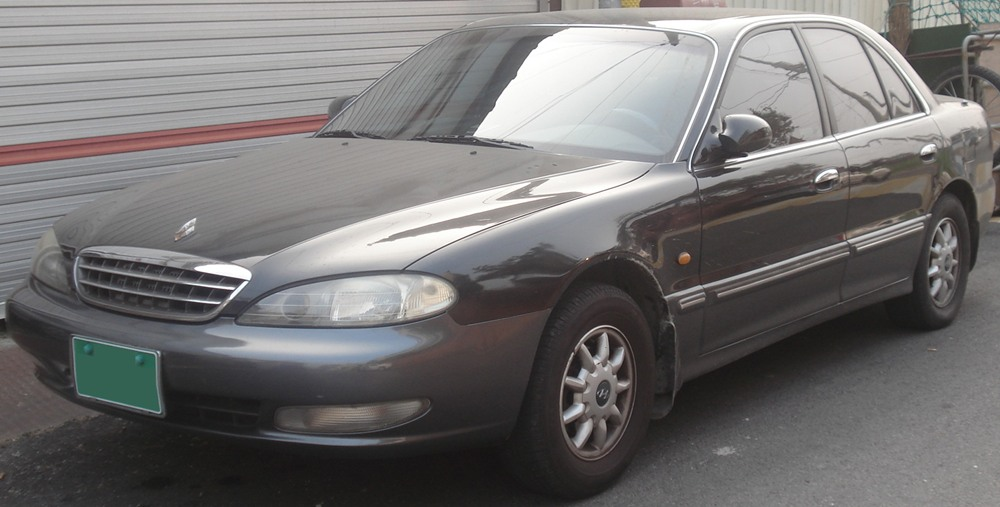
Hyundai Marcia (1995–1998)
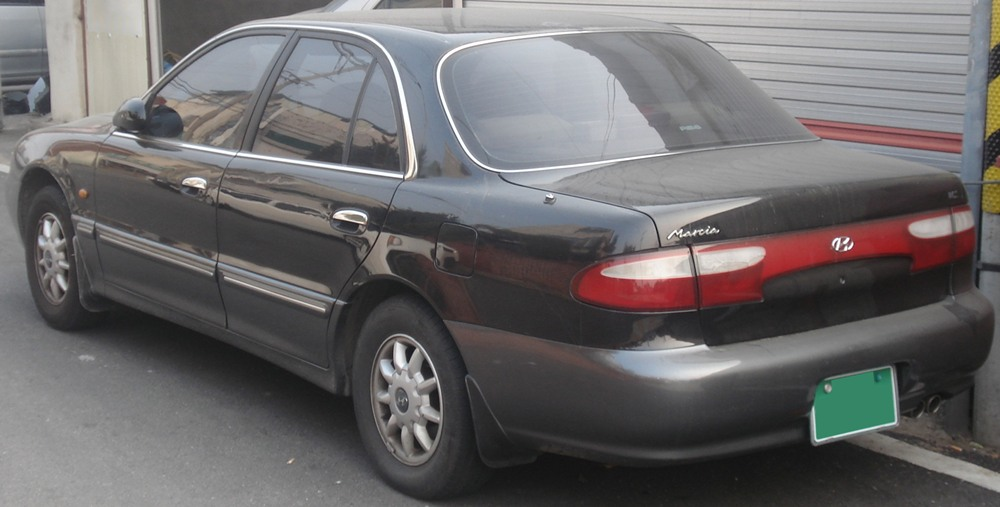
Hyundai Marcia (1995–1998)

## Двигатели
| Модель               | Объем см³            | Конфигурация         | Цилиндров шт         | Клапанов шт          | Максимальная мощность кВт (л.с.) при об/мин | Максимальный крутящий момент Нм при об/мин | Комментарии                                                   |
| Бензиновые двигатели | Бензиновые двигатели | Бензиновые двигатели | Бензиновые двигатели | Бензиновые двигатели | Бензиновые двигатели                        | Бензиновые двигатели                       | Бензиновые двигатели                                          |
| -------------------- | -------------------- | -------------------- | -------------------- | -------------------- | ------------------------------------------- | ------------------------------------------ | ------------------------------------------------------------- |
| 2.0                  | 1997                 | рядный               | 4                    | 16                   | 107 (143)/6000                              | 188/4000                                   |                                                               |
| 2.5                  | 2497                 | V-образный           | 6                    | 24                   | 127 (170)/6000                              | 220/4000                                   | Основой двигателя служил двигатель Mitsubishi Cyclone (6G73). |

- Дизельный двигатель не устанавливался на данную модель.